# Гейденрейх, Давид
Да́вид Ге́йденрейх (чеш. David Heidenreich; родился 24 июня 2000 года, Чехия) — чешский футболист, защитник клуба «Градец-Кралове».

## Клубная карьера
Гейденрейх — воспитанник клуба «Теплице». В 2016 году Давид подписал контракт с итальянской Аталантой, где начал выступать за молодёжную команду. В 2020 году Гейденрейх для получения игровой практики вернулся в «Теплице». 22 августа в матче против «Пршибрама» он дебютировал в Фортуна лиге. В этом же поединке Давид забил свой первый гол за «Теплице». По окончании аренды Хейденрих вернулся в «Аталанту». Летом 2021 году Давид был арендован клубом СПАЛ.

## Международная карьера
В 2019 году в составе юношеской сборной Чехии Гейденрейх принял участие в юношеском чемпионата Европы в Армении. На турнире он сыграл в матче против команды Франции, Норвегии и Ирландии.